# Municipio de Summit (condado de Bates)
El municipio de Summit (en inglés: Summit Township) es un municipio ubicado en el condado de Bates en el estado estadounidense de Misuri. En el año 2010 tenía una población de 312 habitantes y una densidad poblacional de 3,36 personas por km².

## Geografía
El municipio de Summit se encuentra ubicado en las coordenadas 38°16′12″N 94°13′52″O / 38.27000, -94.23111. Según la Oficina del Censo de los Estados Unidos, el municipio tiene una superficie total de 92.96 km², de la cual 92,54 km² corresponden a tierra firme y (0,45 %) 0,42 km² es agua.

## Demografía
Según el censo de 2010, había 312 personas residiendo en el municipio de Summit. La densidad de población era de 3,36 hab./km². De los 312 habitantes, el municipio de Summit estaba compuesto por el 98,4 % blancos, el 0,32 % eran amerindios y el 1,28 % eran de una mezcla de razas. Del total de la población el 0,32 % eran hispanos o latinos de cualquier raza.